# Har du inte rum för Jesus
Har du inte rum för Jesus är en psalm med text från 1878 av Daniel Webster Whittle efter L W M, svensk text från 1879 av Petrus Andersson Palmer, svenska texten bearbetades 1986 av Gunnar Melkstam. Musiken är komponerad 1878 av C.C. Williams.

## Publicerad i
- Lilla Psalmisten 1909 som nr 59 under rubriken "Frälsningen" och med inledningen Har du intet rum för Jesus.
- Frälsningsarméns sångbok 1929 som nr 40 under rubriken "Frälsningssånger - Varning och väckelse".
- Kom (sångbok) som nr 35 under rubriken "Väckelse och omvändelse".
- Frälsningsarméns sångbok 1968 som nr 34 under rubriken "Frälsning".
- Psalmer och Sånger 1987 som nr 583 under rubriken "Att leva av tro - Kallelse".[1]
- Segertoner 1988 som nr 489 under rubriken "Att leva av tro - Kallelse - inbjudan".[2]
- Frälsningsarméns sångbok 1990 som nr 342 under rubriken "Frälsning".
- Sångboken 1998 som nr 40.

## Övrigt
Sången har även använts som filmmusik till Körkarlen (1958).